# Kalabakbaşı, Yenice
Kalabakbaşı là một xã thuộc huyện Yenice, tỉnh Çanakkale, Thổ Nhĩ Kỳ. Dân số thời điểm năm 2011 là 178 người.